# Mesotype tangens
Mesotype tangens är en fjärilsart som beskrevs av Barend J. Lempke 1950. Mesotype tangens ingår i släktet Mesotype och familjen mätare. Inga underarter finns listade i Catalogue of Life.